# Palmela (freguesia)
Palmela es una freguesia portuguesa del concelho de Palmela, con 104,48 km² de superficie y 16.115 habitantes (2001). Su densidad de población es de 154,2 hab/km².